# Buloken
Buloken är en liten våtmark i Ånge kommun i Medelpad och ingår i Ljungans huvudavrinningsområde.